# かんずり
かんずりは、

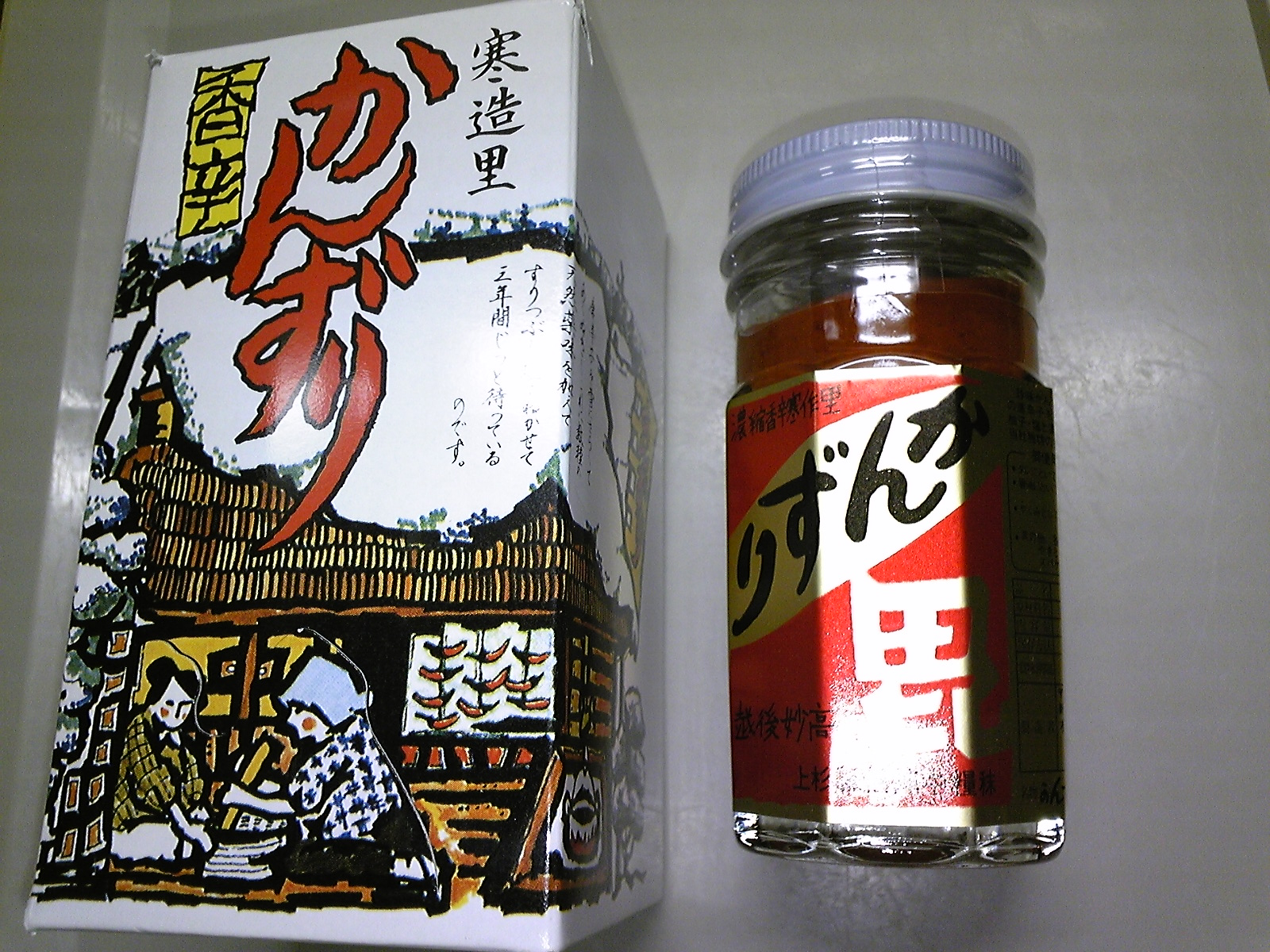
かんずり

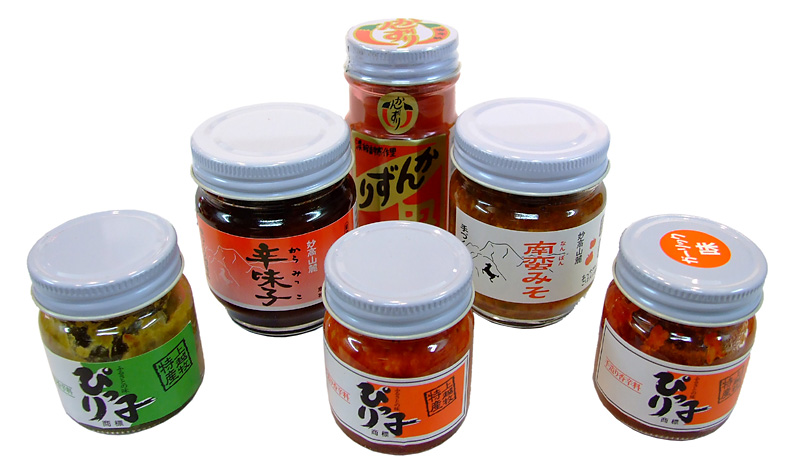
唐辛子味噌各種。手前より「ぴりっ子」、「辛味子」、「南蛮みそ」、「かんずり」

1. 新潟県妙高市に所在する食品製造販売会社有限会社かんずり
2. 同社が1966年に登録した商標、製造・販売している発酵香辛料の製品名

である。「寒作里」「寒造里」の用字もあり、元来は上越地方に伝わる郷土食品だったが、現在は妙高市の有限会社かんずりの製品が一般に知られ、「かんずり」は同社の登録商標（第2697918号ほか）となっている。
唐辛子から作る同様の調味料に関しては「唐辛子味噌」を参照の事。

## 概要
「かんずり」は1960年に創業し、1966年に法人化した。
経営者
東條邦昭
所在地
新潟県妙高市西条438-1
拠点
かんずり工房
売店
本社工場

## 主な製品
かんずり

製法
かんずり社ホームページによるもの
1. かんずりに使われる唐辛子は地元新井の契約農家による数種類が使用される。唐辛子の収穫後に、洗浄・塩漬けする。
2. 秋に塩漬けされた唐辛子を雪上に撒いて3・4日晒し、塩抜き・灰汁抜きを行う。同時に尖った辛みが抜け、甘みが増す。時期はおよそ大寒の頃（1月）。回収後に井戸水で洗浄し、元仕込みの工程に入る。
3. 雪に晒した唐辛子・黄柚子・米糀・塩を混ぜ合わせ熟成・醗酵期間に入る。
4. 2年目から6-7月頃に手返しと呼ばれるかき混ぜ作業を行う。気温が上昇する8月前手返しを行う事により、醗酵を促し均一な品質になる。
5. 3年目は同じく1年に1回の手返しと醗酵速度を均一にさせる為に樽の置き場所を幾度か変える。
6. 11-12月頃に仕込み終わったかんずりを樽ごと屋外に出し、最終の寒ざらし工程に入る。この時期は雪が積もり気温が0度以下になる為、天然の冷蔵庫に晒される事により一層味が引き締まる。寒ざらしが終わると瓶詰めの後出荷される。

- 生かんずり
- 吟醸生かんずり６年仕込み

かんずり漬
- 山菜
- えのき茸
- しその実
- あたりめ
- ゆず
- 姫たけのこのかんずり漬け（季節限定品）

ソース
- 和風激辛ソース雷（赤）
- 和風激辛ソース雷（青）
- レッドオイルソース

他
- ゆずカレー
- かんずり柿の種
- かんずり明太子
- かんずり飴
- かんずりソーセージ
- かんずり酒盗[3]